# Liste der Flüsse in der Republik Kongo

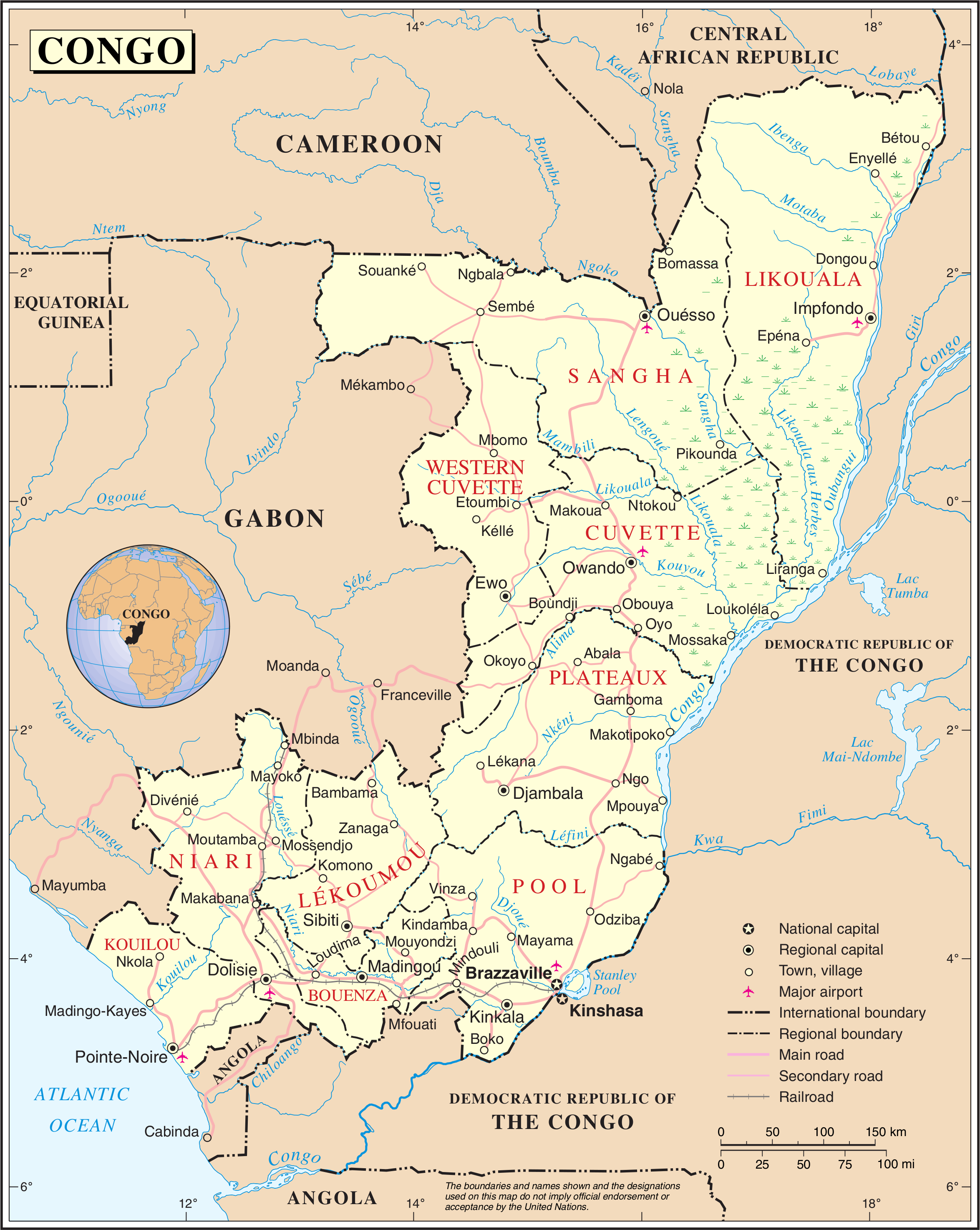
Karte der Republik Kongo mit den wichtigsten Flüssen

Dies ist eine Liste der Flüsse in der Republik Kongo.
Im Folgenden sind die Flüsse der Republik Kongo nach Gewässersystem und Mündungsreihenfolge sortiert.

## Kongo

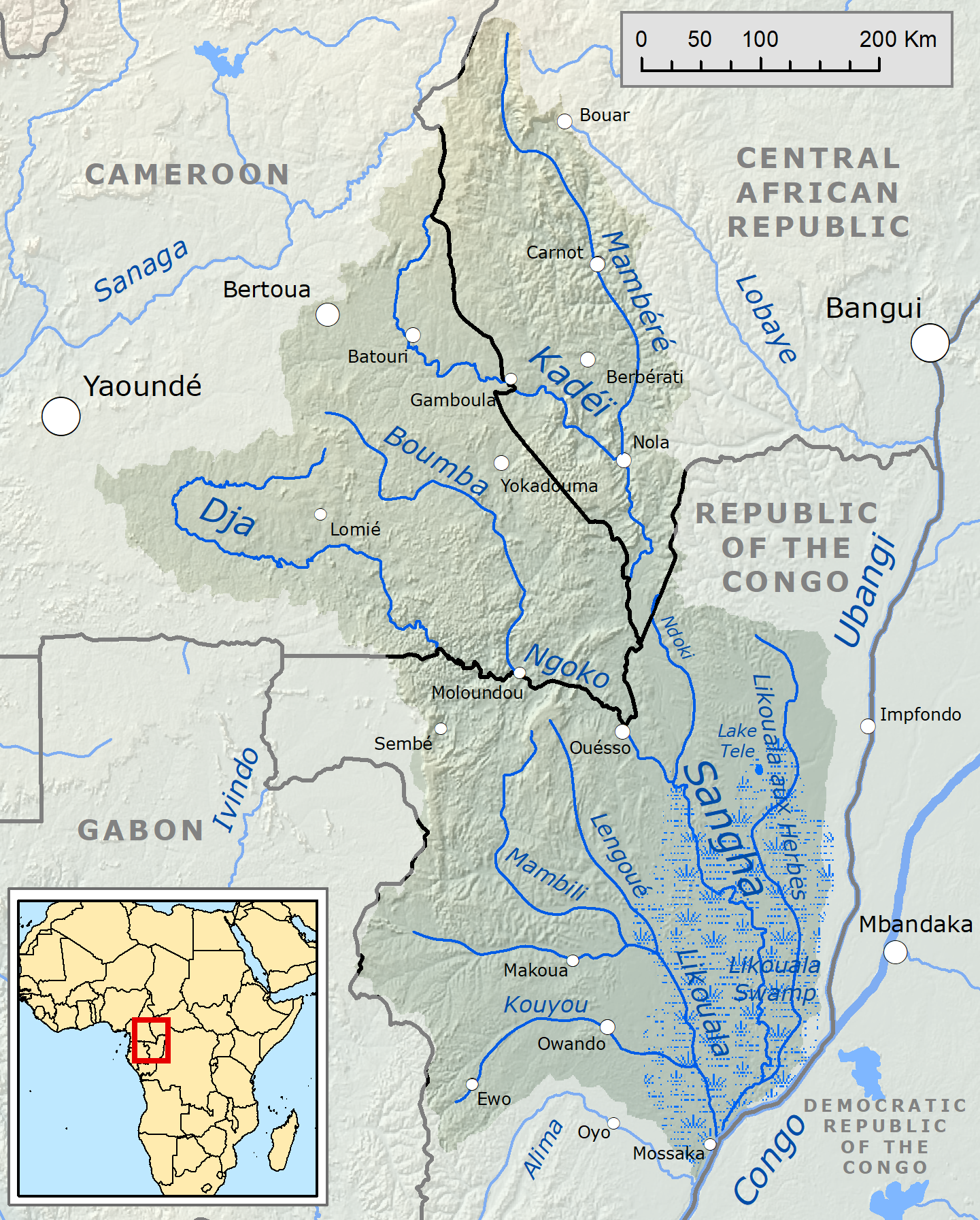
Einzugsgebiet des Sangha und des Likouala

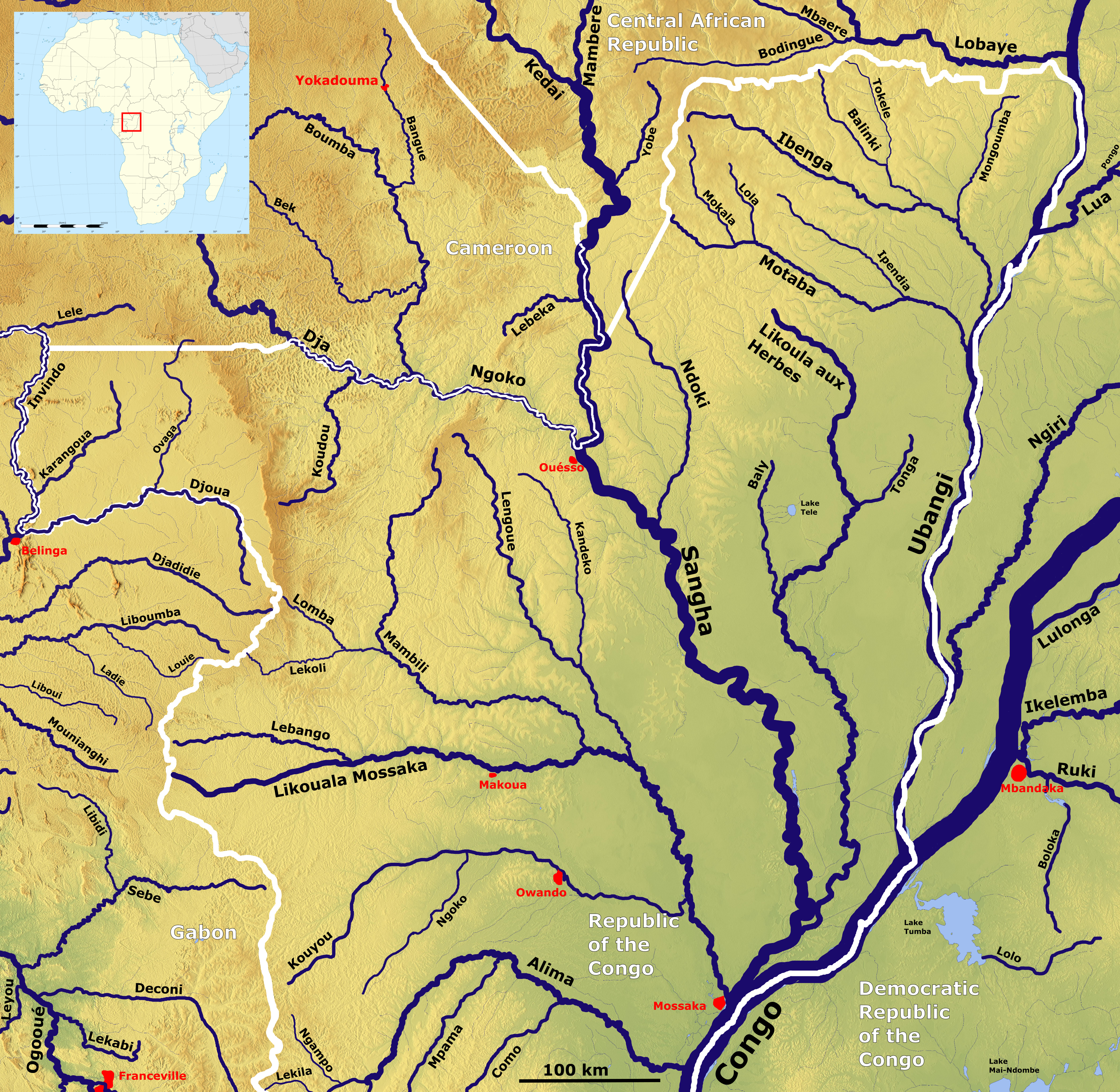
Die größten Flüsse im Norden der Republik Kongo

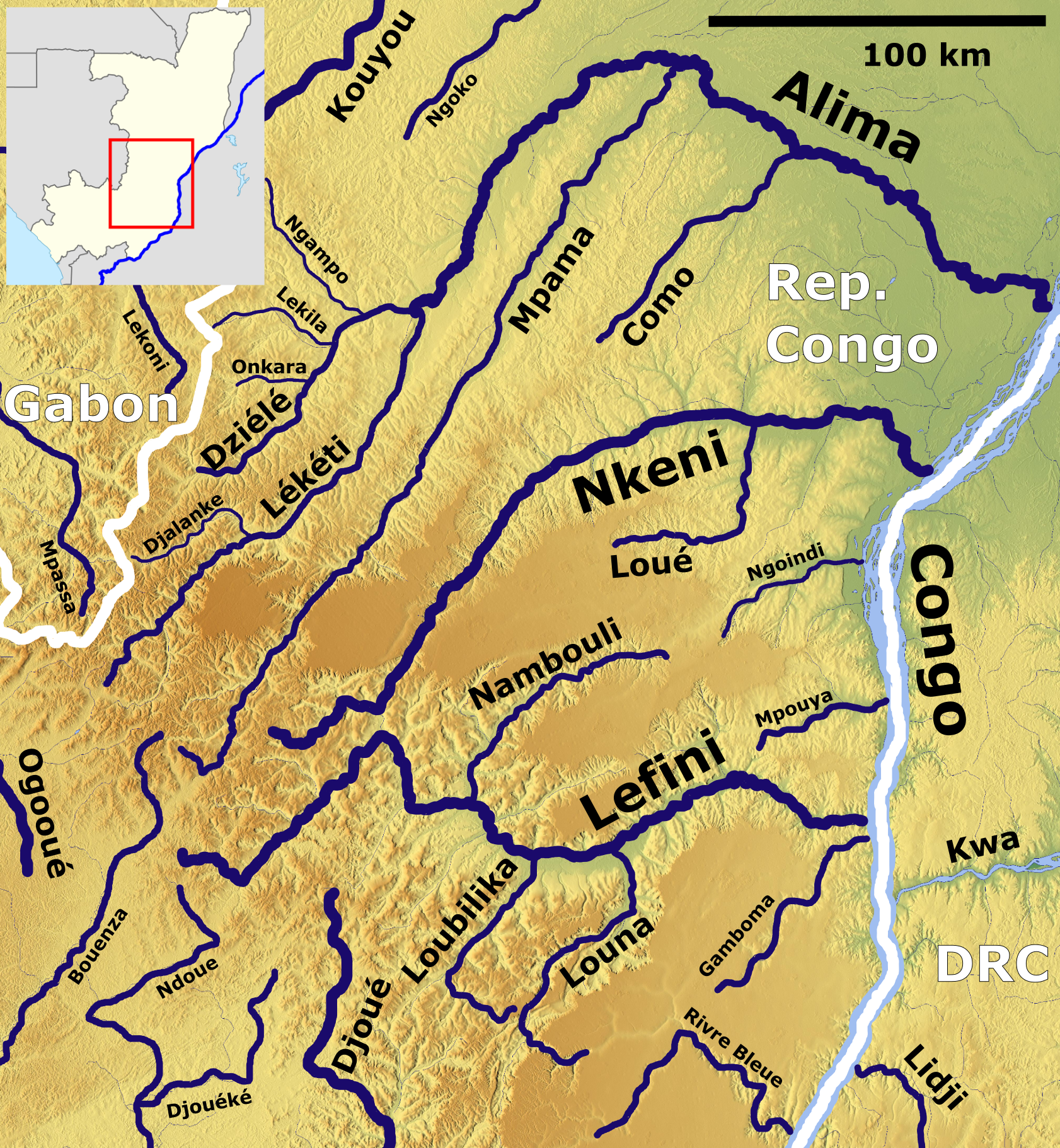
Verlauf des Alima, Nkeni und Léfini

- Ubangi
  - Ibenga
    - Balinki
      - Tokele

    - Mongoumba

  - Motaba
    - Mokala
    - Lola
    - Ipendia
- Sangha
  - Ngoko
    - Dja
      - Koudou

  - Ndoki
  - Likouala-aux-Herbes
    - Tonga
    - Baily
- Likouala-Mossaka
  - Lébango
  - Lékona
    - Lékoli

  - Mambili
  - Lengoué
    - Kandeko

  - Kouyou
    - Ngoko

- Alima
  - Dziélé
    - Djalanke

  - Lékéti
    - Onkara
    - Lekila
    - Ngampo

  - Mpama
  - Como
- Nkeni
  - Loué
- Ngoindi
- Mpouya
- Léfini
  - Nambouli
  - Loubilika
  - Louna
- Gamboma
- Djiri
- Djoué
- Loufoulakari

## Ogooué

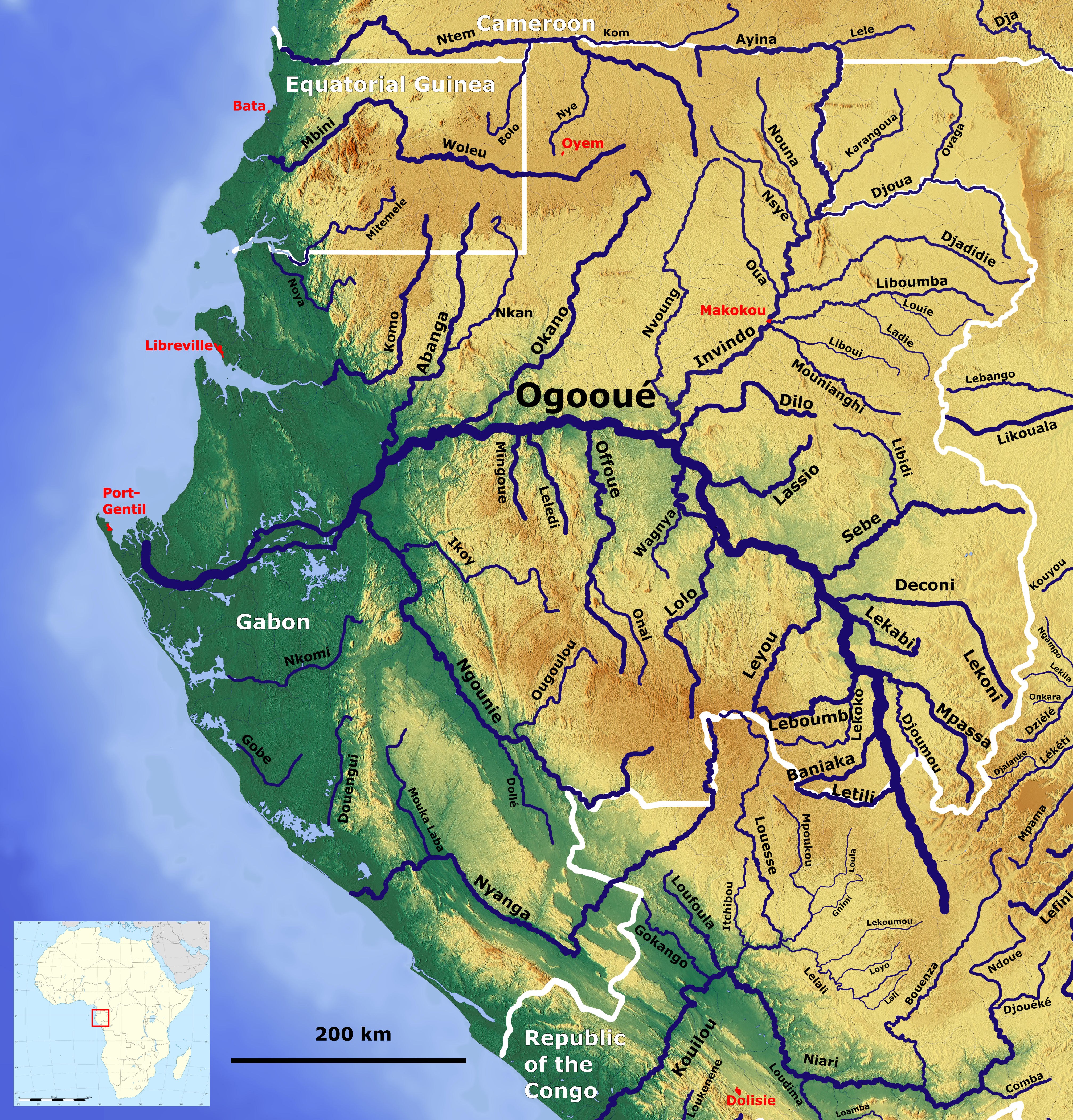
Flüsse im Einzugsgebiet des Ogooué in Kongo (oben rechts und untere Mitte)

- Lètini
- Ivindo (Ayina)
  - Karangoua
  - Djoua
    - Ovaga
- Ngounié

## Kouilou(Niari)

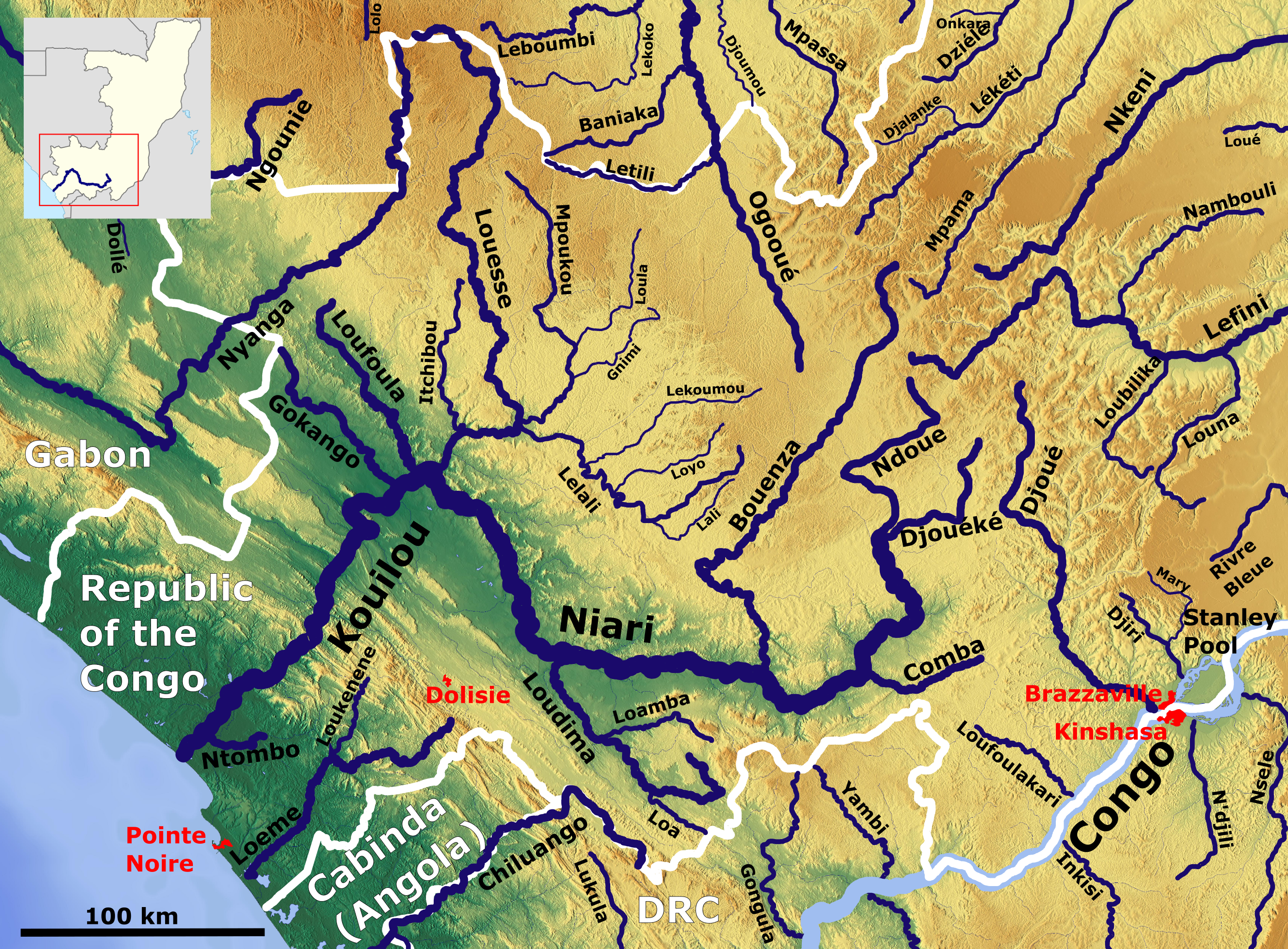
Verlauf des Kouilou

- Ndoue
- Djouéké
- Comba
- Bouenza
- Loudima
  - Loa
  - Loamba
- Louessé
  - Mpoukou
    - Loula
    - Gnimi

  - Lelali
    - Lali
    - Loyo
    - Lekoumou

  - Itchibou
- Loufoula
- Gokango
- Ntombo

## Weitere
- Nyanga
- Loeme
  - Loukenene